# Xã Whitby, Quận Bottineau, Bắc Dakota
Xã Whitby (tiếng Anh: Whitby Township) là một xã thuộc quận Bottineau, tiểu bang Bắc Dakota, Hoa Kỳ. Năm 2010, dân số của xã này là 8 người.